# Swift Current
Swift Current (assiniboine: Miníȟaȟa) és una ciutat del sud-oest de Saskatchewan, Canadà. Està situada al llarg de la Trans Canada Highway, 270 kilòmetres a l'est de Moose Jaw i 218 km a l'est de Medicine Hat, Alberta. Swift Current va créixer el 3,7% entre 2006 i 2011 acabant amb 15.503 residents. La ciutat és envoltada pel Municipi Rural de Swift Current núm. 137.

## Història

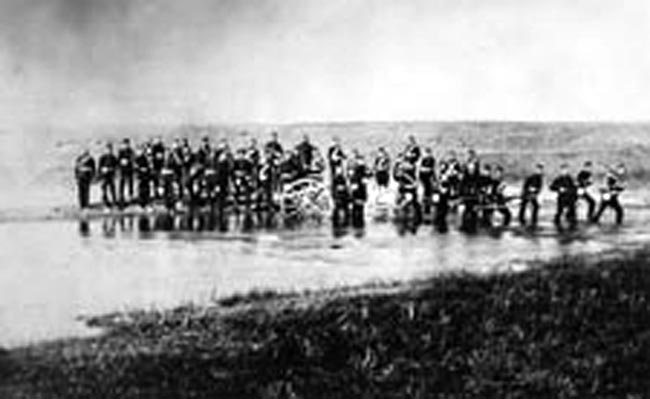
Batalló Provisional de Halifax travessant un rierol vora Swift Current, Saskatchewan, 1885

La història de Swift Current comença amb Swift Current Creek que s'origina a les Cypress Hills i travessa 100 kilòmetres de planures i desemboca al riu South Saskatchewan. El rierol era un campament per a les Primeres Nacions durant segles. El nom del rierol prové del cree, qui van anomenar al riu South Saskatchewan kisiskâciwan, que significa "que flueix amb rapidesa". Els comerciants de pells van trobar el rierol en les seves caminades cap a l'oest el 1800, i el va anomenar "Rivière au Courant" (lit: "riu del corrent"). L'artista Henri Julien que viatja en l'expedició de la Policia Muntada del Nord-Oest de 1874, es va anomenar "Du Courant", i el comissionat francès va posar en el seu diari "Strong Current Creek". Si bé no va ser registrat oficialment fins una dècada després, la zona sempre ha estat coneguda com a "Swift Current".
L'assentament de Swift Current fou establert en 1883, després que la CPR topografiés la línia de ferrocarril a Swift Current Creek. En 1882 va començar la classificació i preparació de la pista, i els primers colons arribaren a la primavera de 1883. Durant la primera part de l'assentament, l'economia es basava gairebé exclusivament en el servei als nous edificis i els empleats de ferrocarrils. També hi havia un establiment de cria de ramat important conegut com els "76" ranxos. Incloïa 10 ranxos que criaven ovelles i ramat i s'estenien des Swift Current a Calgary. El ranxo situat a Swift Current tractava ovelles. Aleshores hi havia més de 20.000 ovelles pasturant als actuals Kinetic Grounds. El pastor cap era Joan Oman, originari d'Escòcia. Ell va donar un terreny per construir Oman School en 1913. Altres indústries inicials eren la recol·lecció d'ossos de bisó per al seu ús en la fabricació de fertilitzants, la fabricació de porcellana xinesa i refinació de sucre. Els residents métis també engegaren un negoci de lloguer de carros de Red River a Battleford fins a finals de 1880. Durant la rebel·lió de Riel de 1885, Swift Current es va convertir en una important base militar i zona de concentració de tropes per la seva proximitat a Battleford, però només per un temps curt. El 4 de febrer de 1904, el llogaret es va convertir en vila i després en poble el 15 de març de 1907, quan un cens indicà una població de 550 habitants. Swift Current es va incorporar com a ciutat el 15 de gener de 1914, amb Frank E. West com a alcalde de l'època.
L'aeroport de Swift Current fou posat al servei de la ciutat de Swift Current per Transport Canada en 1996. Els serveis aeroportuaris van ser subcontractats posteriorment. Hi ha hagut plans recents (2005-2006) per ampliar i revitalitzar l'aeroport al costat dels municipis rurals circumdants a Swift Current.
Swift Current sovint és conegut com a "Speedy Creek", "Swift", o "Swifty".